# 川村元気
川村 元気（かわむら げんき、1979年3月12日 - ）は、日本の映画プロデューサー、小説家、脚本家、映画監督、絵本作家。STORY株式会社代表取締役プロデューサー、東宝株式会社映画企画部副所属。

## 経歴
日本大学芸術学部を出て日活で助監督を務めたが挫折した経験を持つ父から、映画の英才教育を受ける。3歳の時に人生で初めて見た映画は、当時のスティーヴン・スピルバーグの最新作『E.T.』。この頃から、クリスチャンの母の勧めで旧約・新約聖書を読むことも始める。家庭の方針によって、自宅にテレビがなく、幼稚園にも保育園にも行かなかった。小学校に上がると、毎週土日に父と名作映画を見続けるのが習慣となった。高校・大学時代にはレンタルビデオ店に通い詰め、ピーク時は、年500本を鑑賞した。
横浜市立金沢高等学校を経て、第一志望だった上智大学文学部新聞学科に進学。同大卒業後の2001年、東宝入社。入社当初は大阪の難波南街の劇場でチケットのモギリの仕事をしていたが、社内の企画募集に応募したことでプロデューサーになる。
2005年、26歳で映画『電車男』を企画・プロデュースし、37億円の興行収入を記録した。
2008年、『デトロイト・メタル・シティ』を企画・プロデュースし、23億円の興行収入を記録。
2010年、『告白』『悪人』を企画・プロデュース。『告白』は38億円の興行収入を記録し、日本アカデミー賞最優秀作品賞ほか、米アカデミー賞外国語映画賞日本代表に選出される。『悪人』は19.8億円の興行収入を記録し、キネマ旬報日本映画ベストテン第1位に選出された。
同年、米ハリウッド・リポーター誌の「Next Generation Asia 2010」にプロデューサーとして選出された。
2011年、「藤本賞」を史上最年少で受賞。
同年、映画『モテキ』を企画・プロデュースして22.2億円の興行収入を記録。
2012年、初小説『世界から猫が消えたなら』で作家デビュー。
2016年、初小説『世界から猫が消えたなら』が映画化され、140万部を突破（2018年時点）。同年、絵本『ムーム』が、『Dam Keeper』にて米アカデミー賞にノミネートされたRobert Kondo＆Dice Tsutsumi監督によりアニメ映画化され、32の国際映画賞を受賞。
同年、『君の名は。』『怒り』『何者』を企画・プロデュース。『君の名は。』は観客動員1900万人、興行収入250億円を超える大ヒットになり、中国、韓国、台湾等でも歴代の日本映画の最高興行収入を記録。欧米においても、第42回ロサンゼルス映画批評家協会賞 長編アニメーション賞、第49回シッチェス・カタロニア映画祭 アニメーション部門 最優秀長編作品賞などを受賞し高く評価された。
2017年、「藤本賞」を再び受賞。「渡辺晋賞特別賞」を受賞。
東京2020 開会式・閉会式 4式典総合プランニングチーム（計8人）のメンバーに就任。（2020年12月22日にて解散）。
2018年、38作目となる劇場版『ドラえもん のび太の宝島』の脚本を担当し、脚本家デビュー。それまでのシリーズ最高興収である53.7億円となった。
同年、佐藤雅彦らと制作した初監督作品『どちらを選んだのかはわからないが  どちらかを選んだことははっきりしている』（英題：『Duality』）が第71回カンヌ国際映画祭短編コンペテシション部門に出品された。
2019年、『天気の子』を企画・プロデュース。
2020年、ドラえもん50周年記念作品となる『ドラえもん のび太の新恐竜』の脚本を担当。
2021年、英米でミリオンセラーとなった『ぼく モグラ キツネ 馬』で初の翻訳を務め、日本で22万部のベストセラーとなった。
2022年、原作・脚本・監督を務めた『百花』で、第70回サン・セバスティアン国際映画祭にて日本人初となる最優秀監督賞を受賞。
同年公開された企画・プロデュース作『すずめの戸締まり』は興行収入147億円を記録。ベルリン国際映画祭コンペティション部門に選出された。
2023年、企画・プロデュースを務めた『怪物』が第76回カンヌ国際映画祭にて、脚本賞とクィアパルム賞を受賞した。

## 作品一覧

### 実写映画
2005年
- 電車男（企画）

2006年
- スキージャンプ・ペア Road to TORINO 2006（企画・プロデュース）
- サイレン 〜FORBIDDEN SIREN〜（企画）
- ラフ ROUGH（企画）
- 7月24日通りのクリスマス（企画）

2007年
- そのときは彼によろしく（プロデューサー）

2008年
- 陰日向に咲く（企画・プロデュース）
- デトロイト・メタル・シティ（企画）

2010年
- 告白（企画）
- 悪人（プロデューサー）

2011年
- モテキ（企画・プロデュース）

2012年
- 宇宙兄弟（企画・プロデュース）

2014年
- 青天の霹靂（企画・プロデュース）
- 寄生獣（プロデューサー）

2015年
- 寄生獣 完結編（プロデューサー）
- バクマン。（企画・プロデュース）

2016年
- 世界から猫が消えたなら（原作）
- 怒り（企画・プロデュース）
- 何者（企画・プロデュース）

2018年
- どちらを選んだのかはわからないが、どちらかを選んだことははっきりしている（監督・脚本）
- SUNNY 強い気持ち・強い愛（企画・プロデュース）
- 億男（原作）
- 来る（企画・プロデュース）

2020年
- ラストレター（企画・プロデュース）
- 唐人街探偵 東京MISSION（中国映画、中国公開2021年、プロデュース）

2021年
- キャラクター（企画）

2022年
- 百花（原作・監督・脚本）

2023年
- 怪物（企画・プロデュース）

2024年
- 四月になれば彼女は（原作）

2025年
- 8番出口（監督・脚本）

### アニメ映画
2011年
- friends もののけ島のナキ（企画）

2012年
- おおかみこどもの雨と雪（アソシエイトプロデューサー）

2013年
- 聖☆おにいさん（プロデューサー）

2015年
- バケモノの子（プロデューサー）

2016年
- 君の名は。（企画・プロデュース）
- ムーム（原作・プロデュース）

2017年
- 打ち上げ花火、下から見るか? 横から見るか?（企画・プロデュース）
- ふうせんいぬティニー なんだかふしぎなきょうりゅうのくに!（原作）

2018年
- ドラえもん のび太の宝島（脚本）
- 未来のミライ（プロデューサー）

2019年
- 天気の子（企画・プロデュース）
- 空の青さを知る人よ（企画・プロデュース）

2020年
- 映画ドラえもん のび太の新恐竜（脚本）

2021年
- 竜とそばかすの姫（プロデューサー）

2022年
- Adam by Eve: A Live in Animation（企画）
- バブル（企画・プロデュース）
- すずめの戸締まり（企画・プロデュース）

2024年
- きみの色（企画・プロデュース）

### テレビアニメ
2014年
- ふうせんいぬティニー（原作）

2015年
- 血界戦線（チーフプロデューサー）
- ふうせんいぬティニー セカンドシーズン（原作）

### ドラマ
2023年
- 舞妓さんちのまかないさん（Netflixで配信）（企画）

### ミュージックビデオ
2017年
- The Chainsmokers & Coldplay『Something Just Like This』（脚本・監督・プロデュース）

2019年
- Eve「レーゾンデートル」（企画・プロデュース）

2020年
- ポケモン×BUMP OF CHICKEN スペシャルMV「GOTCHA!」（企画・プロデュース）

2021年
- Eve × suis from ヨルシカ「平行線」（企画・脚本）

2022年
- エド・シーラン「Celestial」（企画・プロデュース）

2024年
- Ado「ショコラカタブラ」（企画・プロデュース）

### 教養番組
- オドモTV（2017年 - 、NHK）- 総合指導

### 広告・イベント
- LOUIS VUITTON -BEYOND-（LOUIS VUITTON 、2012年）- クリエイティブ・ディレクター
- 明光義塾
  - 「おしえるしごと おそわるしごと」（2015年）- クリエイティブ・ディレクター
  - 「ありがとう」（2016年）- クリエイティブ・ディレクター
- LOUIS VUITTON -DANCE WITH AI-（LOUIS VUITTON 、2016年、森山未來・真鍋大度・MIKIKO）- クリエイティブ・ディレクター
- 六本木アカデミーヒルズ（2017年）- シリーズディレクター
- TIFFANY × ゼクシィ WEBショートフィルム（TIFFANY & Co.）- 脚本・クリエイティブ・ディレクター
  - 「ティファニー・ブルー」（2017年）[34]
  - 「TIFFANY BLUE」（2018年）[35]
  - 「TIFFANY BLUE」（2019年）[36]
- ロッテ
  - 創業70周年記念スペシャルアニメーション『ベイビーアイラブユーだぜ』（2018年） - 企画・プロデュース[37]
  - 「ガーナ ピンクバレンタイン」（2020年） - 企画・プロデュース[38][39]
- じゃらん 30周年特別記念フィルム『ここではないどこかで』（2020年） - 監督・脚本[40]
- キシリトール×BTS「SMILE」（2021年） - 企画・プロデュース[41]

## 出演
- 課外授業 ようこそ先輩（2016年2月26日、NHK Eテレ）[42]
- トーキングフルーツ（2017年3月1日、フジテレビ）[43]

## 著作リスト

### 小説
- 世界から猫が消えたなら（2012年10月 マガジンハウス / 2014年9月 小学館文庫 / 2016年4月 小学館ジュニア文庫）
- 億男（2014年10月 マガジンハウス / 2018年3月 文春文庫）
- 四月になれば彼女は（2016年11月 文藝春秋[44] / 2019年7月 文春文庫）
- 百花（2019年5月 文藝春秋 / 2021年7月 文春文庫）[45]
- 神曲（2021年11月 新潮社）[46]
- 私の馬（2024年9月 新潮社）

### エッセイ
- 超企画会議（2016年4月 エイガウォーカー / 2019年6月 角川文庫）- 角川文庫版では『ブレスト』に改題

### 対談集
- 仕事。（2014年9月 集英社 / 2018年9月 文春文庫）
- 理系に学ぶ。（2016年4月 ダイヤモンド社/ 2020年9月 文春文庫）- 文春文庫版では『理系。』に改題）

### 絵本
- ふうせんいぬティニーシリーズ - 絵：佐野研二郎
  - ティニー ふうせんいぬのものがたり（2013年11月 マガジンハウス）
  - ふうせんいぬティニーのはじめてBABY（2014年12月 マガジンハウス）
  - ふうせんいぬティニー せかいいっしゅう！（2015年10月 マガジンハウス）
  - ふうせんいぬティニー なんだかふしぎなきょうりゅうのくに！（2017年7月 マガジンハウス）
- ムーム（2014年6月 白泉社）- 絵：益子悠紀
- パティシエのモンスター（2015年5月 マガジンハウス）- 絵：サカモトリョウ
- マカロンのかいかた（2018年9月 小学館）- 絵：サカモトリョウ[47]

### 翻訳
- ぼく モグラ キツネ 馬 （2021年3月 飛鳥新社）- 著：チャーリー・マッケジー[21]

## 受賞

### 個人
- ハリウッド・リポーター誌 「Next Generation Asia 2010」（2010年）
- 第30回藤本賞（2011年） - 『悪人』『告白』の製作[48]
- 第35回藤本賞・特別賞（2016年） - 『バクマン。』の製作[49]
- 第12回渡辺晋賞・特別賞（2017年）[50]
- 第36回藤本賞（2017年） - 『君の名は。』の製作[51]
- 第70回サン・セバスティアン国際映画祭・最優秀監督賞『百花』（2022年）[22]
- エランドール賞・プロデューサー賞（2024年） - 『怪物』の製作[52]

### 作品
悪人（2010年）
- 第34回モントリオール世界映画祭 最優秀女優賞
- 第84回キネマ旬報 作品賞、日本映画ベストテン第1位、日本映画監督賞、日本映画脚本賞、助演男優賞
- 第34回日本アカデミー賞 最優秀主演男優賞、最優秀主演女優賞、最優秀助演男優賞、最優秀助演女優賞、最優秀音楽賞
- 第23回日刊スポーツ 映画大賞、主演男優賞、主演女優賞
- 第35回報知映画賞 作品賞、主演女優賞、助演男優賞
- 第65回毎日映画コンクール 日本映画大賞
- 第53回ブルーリボン賞 主演男優賞

告白（2010年）
- 第34回日本アカデミー賞 最優秀作品賞、最優秀監督賞、最優秀脚本賞、最優秀編集賞
- 第34回報知映画賞 監督賞
- 第53回ブルーリボン賞 作品賞、助演女優賞

君の名は。（2016年）
- 第49回シッチェス・ カタロニア国際映画祭 アニメーション部門 最優秀長編作品賞
- 第42回ロサンゼルス映画批評家協会賞 長編アニメーション賞
- 第18回プチョン国際アニメーション映画祭 長編コンペティション部門 優秀賞／観客賞
- 第40回日本アカデミー賞 最優秀脚本賞、最優秀音楽賞
- 第41回報知映画賞 特別賞
- 第40回山路ふみ子映画賞 山路ふみ子文化賞

ムーム（2016年）
- ワールドフェスト プラチナム賞
- カナダ国際映画祭 ベストアニメーション賞
- ナッシュビル映画祭 特別賞
- SENE映画祭 ベスト短編アニメーション賞
- USA映画祭 審査員特別賞
- トロントアニメーション・アート国際映画祭 特別賞
- サンスクリーン映画祭 ベストアニメーション賞
- メキシコ国際映画祭 ベストアニメーション賞
- ポーリッシュ国際映画祭 ベストアニメーション賞
- NYCピクチャースタート映画祭 審査員特別賞
- 24th Curtas Vila do Conde ベストフィルム賞
- アトランタショートフェス ベストアニメーション賞
- ショートストップ国際映画祭 ベストアニメーション賞
- フィルムマイアミフェス ベストアニメーション賞
- リアルトゥーリール映画祭 ベストアニメーション賞
- イリノイ国際映画祭 ベストアニメーション賞
- プリックス・アルス・エレクトロニカ祭 特別賞

どちらを選んだのかはわからないが どちらかを選んだことははっきりしている（2018年）
- 第71回カンヌ国際映画祭 短編コンペテシション部門出品

百花（2022年）
- 第70回サン・セバスティアン国際映画祭 監督賞

すずめの戸締まり（2022年）
- 第73回ベルリン国際映画祭 コンペティション部門出品

怪物（2023年）
- 第76回カンヌ国際映画祭 脚本賞、クィアパルム賞